# Tally Hall
 For alternative betydninger, se Tally Hall (flertydig). (Se også artikler, som begynder med Tally Hall)
Talmon "Tally" Henry Hall, den 12. maj 1985 i SeaTac) er en amerikansk tidligere målmand i fodbold.

## Karriere
I januar 2007 indgik Hall en tre-årig aftale med Esbjerg fB Inden skiftet til Danmark blev han udvalgt af Los Angeles Galaxy, men han valgte i stedet at skrive kontrakt med Esbjerg fB.
Tally Hall blev efter et halvt år i Esbjerg fB udtaget til det amerikanske A-landshold. Hall nåede aldrig at spille for klubbens Superligahold inden han i januar 2009 skiftede til Houston Dynamo.
Tidligere klubber: SDSU Aztecs.